# وليام مونتغمري واط
وليام مونتغمري واط (بالإنجليزية: W. Montgomery Watt) (14 آذار/مارس 1909 - 24 تشرين الأول/أكتوبر 2006) مستشرق بريطاني عمل أستاذاً للغة العربية والدراسات الإسلامية والتاريخ الإسلامي في جامعة إدنبرة في إدنبرة-اسكتلندا. من أشهر كتبه كتاب محمد في مكة (1953)، وكتاب محمد في المدينة (1956) من إصدارات جامعة إدنبرة. من زملائه في الدراسة المؤرخ المغربي محمد بن عبود.

## تأثير الإسلام على أوروبا القروسطية
واحد من كتب واط المهمة، وهو مجموعة محاضراتٍ ألقيت في الكوليج دو فرانس في باريس أواخرَ عام 1970، وصدر عام 1972 عن مطبعة جامعة إدنبرة تحت عنوان (بالإنجليزية: "The Influence of Islam on Medieval Europe")، ويتألف من ستة فصولٍ تتناول أوجه تأثير الإسلام على أوروبا-القرون الوسطى (القروسطية) وأوجه هذا التأثير المختلفة، والمداخل الجغرافية لهذا التأثير كالأندلس وصقلية والصليبيات.
يرجع جزء وافر من أهمية الكتاب إلى تقييمه أثر الحضارة العربية الإسلامية على أوروبا والحضارة الأوروبية في الفصل السادس والأخير من الكتاب «الإسلام والوعي الذاتي الأوروبي»، وإلى الفصل الأول «الوجود الإسلامي في أوروبا طرح المشكلة». والذي يتحدث عن تاريخ العلاقة الجدلية بين الإسلام وأوروبا الغربية منذ بدئها.
يقول في الفصل السادس: «إن اهتمام الأوروبيين بأرسطو لا يرجع إلى المقومات الأساسية لفلسفته فحسب، وإنما يرجع كذلك إلى انتمائه إلى تاريخهم الأوروبي، وبتعبيرٍ آخر فإن إحلال أرسطو مكان الصدارة في الفلسفة والعلوم ينبغي النظر إليه باعتباره مظهراً لرغبة الأوروبيين في تأكيد اختلافهم عن المسلمين، ولم يكن هذا النشاط السلبي تماماً المتمثل في التنكر للإسلام أمراً سهلاً، بل كان في الواقع أمراً مستحيلاً -خاصةً بعد كل ما تعلمه الأوروبيون من علوم العرب وفلسفتهم- ما لم يكن قد صاحبَ هذا التنكر نشاط إيجابي. وكان هذا النشاط الإيجابي متمثلاً في الدعوة إلى ماضي أوروبا الكلاسيكي أي إلى حضارتي الإغريق والرومان».
ترجم الكتاب إلى عديدٍ من اللغات، وأصدرته وزارة الثقافة السورية بدمشق بالعربية -نقلاً عن الترجمة الروسية- بعنوان «تأثير الحضارة العربية الإسلامية على أوروبا القروسطية»، وبعدها بقليل أصدرته دار الشروق في القاهرة بترجمة حسين أحمد أمين عن الإنجليزية عام 1983 بعنوان «فضل الإسلام على أوروبا القروسطية»، وتعد أفضل ترجمات الكتاب باللغة العربية، وعام 2016 أصدرته دار «جسور» في بيروت بعنوان «تأثير الإسلام في أوروبا العصور الوسطى».

## الهوامش
1. ↑  هذا عنوان الفصل في طبعة وزارة الثقافة السورية نقلاً عن الترجمة الروسية، أما عنوانه في طبعة دار الشروق فهو "المسلمون في أوروبا".